# Cerosterna variegata
Cerosterna variegata es una especie de escarabajo longicornio del género Cerosterna, subfamilia Lamiinae. Fue descrita científicamente por Aurivillius en 1911.
Se distribuye por la isla de Borneo. Mide 31 milímetros de longitud.